# (21063) 1991 JC2
(21063) 1991 JC2 là một tiểu hành tinh vành đai chính. Nó được phát hiện bởi Robert H. McNaught ở Đài thiên văn Siding Spring ở Coonabarabran, New South Wales, Australia, ngày 8 tháng 5 năm 1991.